# Ilan de Basso
Ilan de Basso (nascido a 1 de Outubro de 1969) é um político sueco de etnia assíria, nascido na Turquia, do Partido Social Democrata.

## Carreira política
Em 2021, substituiu Johan Danielsson no Parlamento Europeu quando este foi nomeado para o Governo Andersson.
Foi eleito membro do Riksdag nas eleições gerais da Suécia de 2022.